# Elisabeth Biebl (Politikerin)
Elisabeth Biebl (* 8. Oktober 1928 in München; † 1. November 2019) war eine deutsche Politikerin (CSU).

## Leben und Beruf
Biebl, die römisch-katholischen Glaubens war, studierte nach dem Abitur von 1949 bis 1952 in München Rechtswissenschaften. Nach Referendariat und zweitem Staatsexamen in München trat sie 1958 in den höheren Postdienst ein. Im Jahre 1959 wurde sie zur Dr. iur. promoviert. Ab 1962 war sie Referentin für Wohnungsbauverwaltung bei der Oberpostdirektion München und Abteilungsleiterin und später Amtsvorsteherin bei verschiedenen Postämtern. Sie gehörte von 1983 bis 1990 dem Gefängnisbeirat der Justizvollzugsanstalt München an.

## Abgeordnete
Von 1974 bis 1990 gehörte Biebl dem Bayerischen Landtag an. Während sie 1982 über die Wahlkreisliste Oberbayern gewählt wurde, gewann sie 1974, 1978 und 1986 jeweils das Direktmandat im Landtagswahlkreis München-Schwabing.